# Igor' Ansov

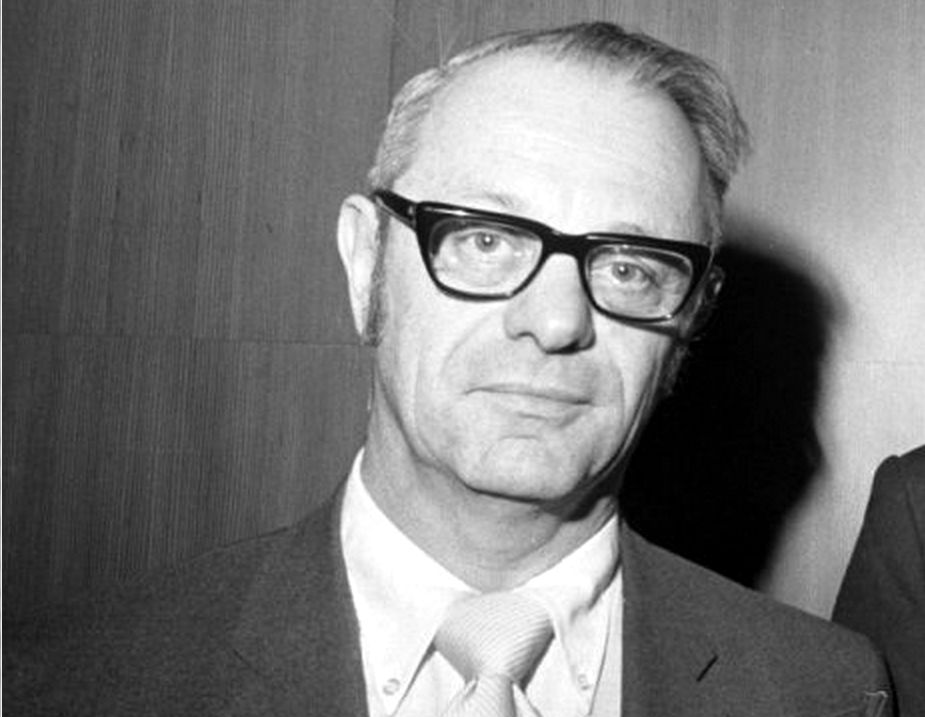
Igor Ansoff, 1971

Igor’ Ansov (in russo Игорь Ансов?), (Vladivostok, 12 dicembre 1918 – San Diego, 14 luglio 2002) è stato un matematico statunitense di origine russa, noto anche con il nome anglicizzato di Igor Ansoff.

## Biografia

### Formazione
Nacque nella città di Vladivostok, in Russia da una famiglia di origine ebraica, nel 1918.
Emigrò negli Stati Uniti d'America con la sua famiglia e completo gli studi alla Stuyvesant High School di New York nel 1937. Studiò in seguito ingegneria alla Stevens Institute of Technology e continuò ivi la sua istruzione, ricevendo il Master in Scienze con una tesi sulla Dinamica dei corpi rigidi.
Dopo lo Stevens Institute, studiò alla Brown University, dove conseguì il Dottorato in Teoria matematica della elasticità e plasticità, e una minore in vibrazioni. Fu professore alla United States International University (ora Alliant International University) per 17 anni; là continuò il suo lavoro nel campo della ricerca dello Strategic Management.
Durante la seconda guerra mondiale fu un membro della US Naval Reserve e servì come collegamento con la marina sovietica e come istruttore di fisica presso l'Accademia navale Americana.

### Incarichi ricoperti
Professionalmente, Ansoff è conosciuto in tutto il mondo per le sue ricerche in tre settori specifici:
- Il concetto di turbolenza ambientale;
- Il paradigma al contingente successo strategico, un concetto che è stato convalidato da numerose tesi di dottorato;
- Il Real-time Strategic Management.

Prestò servizio come:
- Professore di Industrial Administration presso la Graduate School alla Carnegie Mellon University (1963-1968),
- Professore di Management presso Vanderbilt University di Nashville (1968-1973),
- Professore presso la European Foundation for Management Development di Bruxelles (1973-1975),
- Justin Potter Distinguished professor of Free American Enterprise alla Graduate School of Management, Vanderbilt University (1973-1976),
- Professore alla Stockholm School of Economics di Stoccolma (1976-1983),
- Professore alla United States International University di San Diego (1984-2001).

Morì di complicazioni da polmonite a San Diego il 14 luglio 2002.

## Opere
- Corporate Strategy (1965)
- Strategic Management (1982)